# イヴァン・サンティニ
イヴァン・サンティニ（Ivan Santini、1989年5月21日 - ）は、クロアチア・ザダル出身のサッカー選手。ファティフFC所属。ポジションはFW。クロアチア代表。

## クラブ経歴
2006年にNKインテル・ザプレシッチでプロデビュー。2009年に、地元のNKザダルへと移籍した。2012年1月31日、SCフライブルクに買い取りオプション付きでレンタル移籍した。
2013年6月、KVコルトレイクに移籍した。10月22日のクラブ・ブルッヘ戦ではハットトリックを達成した。
2015年6月18日、スタンダール・リエージュと4年契約を結んだ。2015-16シーズンのベルギーカップでは後半88分に決勝点を挙げ、劇的勝利に貢献した。
2016年8月3日、SMカーンに3年契約で移籍した。2シーズン連続でリーグ2桁得点を記録し、チームのリーグ・アン残留に一役買った。
2018年7月3日、RSCアンデルレヒトと3年契約を締結した。
2019年7月29日、江蘇蘇寧足球倶楽部に移籍した。
2021年2月13日、NKオシエクに移籍した。
2021年8月10日、ファティフFCに移籍した。

## 代表経歴
2018年5月、2018 FIFAワールドカップを戦うクロアチア代表候補32人に選出されたが、23人の登録メンバーからは脱落した。